# Daredevil: Born Again
Daredevil: Born Again es una serie de televisión estadounidense creada por Dario Scardapane y Matt Corman & Chris Ord para el servicio de streaming, Disney+, basado en el personaje de Marvel Comics, Daredevil. Es una de las series de televisión en el Universo cinematográfico de Marvel (MCU) producida por Marvel Studios, a través de su sello Marvel Television, compartiendo continuidad con las películas y series de televisión de la franquicia. Esencialmente, se comporta como cuarta temporada y continuación de Daredevil (2015–2018), una serie anterior producida por la anterior compañía productora de Marvel Television y estrenada originalmente en Netflix. Scardapane actúa como showrunner con Justin Benson y Aaron Moorhead como directores principales. El nombre de la serie hace referencia a la historia del cómic, «Born Again» por Frank Miller y David Mazzucchelli, aunque no es una adaptación directa.
Charlie Cox repite su papel como Matt Murdock / Daredevil de la serie de televisión de Marvel en Netflix y producciones anteriores de Marvel Studios, protagonizando junto a Vincent D'Onofrio, Margarita Levieva, Deborah Ann Woll, Elden Henson, Wilson Bethel, Nikki M. James, Genneya Walton, Clark Johnson, Michael Gandolfini, y Ayelet Zurer. Zabryna Guevara, Arty Froushan, Kamar de los Reyes, Jon Bernthal, Mohan Kapur, y Tony Dalton también protagonizan la primera temporada.
Tras la cancelación de Daredevil en 2018, Cox y D'Onofrio repitieron sus papeles en proyectos de Marvel Studios a partir de 2021. Una nueva serie de Daredevil entró en desarrollo a principios de 2022, con Corman y Ord como guionistas principales en mayo de ese año. Le dieron a la serie una estructura episódica y un tono más ligero que la serie de Netflix. Born Again se anunció en julio de 2022 con una primera temporada planificada de 18 episodios. Marvel Studios decidió revisar creativamente la serie a finales de septiembre de 2023, despidiendo a Corman y Ord. Al mes siguiente, contrató a Scardapane, Benson y Moorhead para cambiar el enfoque de la serie, convirtiéndola en una serie más serializada y conectada directamente con la serie de Netflix. Los directores iniciales, Michael Cuesta, Jeffrey Nachmanoff y David Boyd recibieron crédito por los episodios que dirigieron, con Nachmanoff y Boyd regresando para filmar material adicional para sus episodios. La temporada prevista de 18 episodios también se dividió en dos temporadas. El rodaje se lleva a cabo en Nueva York.
Daredevil: Born Again estrenó el 4 de marzo de 2025, con sus dos primeros episodios. La primera temporada consta de nueve episodios, y forma parte de la Fase Cinco del UCM. Recibió críticas positivas de los críticos. La segunda temporada se estrenará en marzo de 2026 y también constará de ocho episodios. Se está desarrollando un especial de televisión de Punisher protagonizado por Bernthal y concebido durante el rodaje de la primera temporada para el sello «Marvel Studios Special Presentations» y también está previsto su estreno en 2026. Ambos formarán parte de la Fase Seis del UCM.

## Premisa
Daredevil: Born Again comienza varios años después de los eventos de Daredevil (2015–2018), y un año después de que el abogado ciego Matt Murdock detuviera sus actividades como el justiciero enmascarado, "Daredevil". En la primera temporada, Murdock continúa su lucha por la justicia como abogado mientras que el exjefe criminal, Wilson Fisk es elegido para alcalde de la ciudad de Nueva York, poniendo a la pareja en un rumbo de colisión. Después de que Fisk consolida su poder y comienza a atacar a los justicieros, en la segunda temporada, Murdock reúne aliados para resistir a Fisk y su Anti-Vigilante Task Force.

## Reparto y personajes
- Charlie Cox como Matt Murdock / Daredevil:
Un abogado ciego con sentidos sobrehumanos de Hell's Kitchen, Nueva York, que lleva una doble vida como vigilante enmascarado.[6] Cox apreció poder repetir por primera vez su papel de las series de Marvel en Netflix, en la película, Spider-Man: No Way Home (2021) y la serie de Disney+, She-Hulk: Attorney at Law (2022), ya que pudo "divertirse un poco" y ver a Murdock interactuar con personajes que la serie original, Daredevil (2015–2018) no pudo presentar. Podrían entonces "marcar nuestro propio tono" con Born Again y "explorar y desarrollar todas las posibilidades de su vida en Nueva York".[7] Cox comenzó a entrenar para el rol en octubre de 2022, centrándose en el entrenamiento de artes marciales mixtas (MMA) con la esperanza de retratar a Murdock como alguien que tiene entrenamiento en varios estilos de lucha que puede emplear dependiendo de con quién esté peleando, en lugar de ser solo un peleador completo.[8]
- Vincent D'Onofrio como Wilson Fisk / Kingpin:
Un poderoso hombre de negocios y señor del crimen,[6] quién se postula para alcalde de la ciudad de Nueva York.[9][10] Tras la revisión creativa de la serie, D'Onofrio dijo que el tono de su personaje en la serie de Disney+, Echo (2024) continuaría en Born Again, que creía que era la mejor manera de representar al personaje.[11] Después de ganar 40 libras para el papel en Daredevil, D'Onofrio eligió usar un traje de gordo para Born Again, habiendo elegido hacerlo a partir de su aparición en Hawkeye (2021). D'Onofrio pensó que el traje había progresado con la tecnología moderna para darle un aspecto más realista y al mismo tiempo ser más ligero de usar, lo que le permitió no tener que ganar peso.[12] D'Onofrio añadió que se utilizaron otras técnicas para "vender el tamaño", y dijo que el tamaño del personaje al final de la primera temporada sería "más específico y más detallado" por razones relacionadas con la segunda temporada.[13]: 28
- Margarita Levieva como Heather Glenn: El interés amoroso de Murdock.[14][15]: 3  Ella y Murdock tienen diferentes puntos de vista sobre el vigilantismo.[13]: 26  Levieva creía que Glenn fue la primera novia con la que Murdock estaba "verdaderamente comprometido".[15]: 5
- Deborah Ann Woll como Karen Page:
Una ex reportera, amiga y socia de Murdock en el bufete de abogados, Nelson, Murdock & Page.[16] El showrunner, Dario Scardapane dijo que Page era "el corazón y el alma de esta mitología" y que sus interacciones con Murdock hacen que él salga más "como ser humano".[13]: 30
- Elden Henson como Franklin "Foggy" Nelson: El mejor amigo y socio legal de Murdock.[16] Cox describió a Nelson como "el latido del MCU".[17]
- Wilson Bethel como Benjamin "Dex" Poindexter / Bullseye:
Un asesino psicópata y exagente del FBI que es un tirador altamente hábil capaz de usar casi cualquier objeto como proyectil letal. Él previamente se hizo pasar por Daredevil para Fisk antes de que Fisk le rompiera la espalda.[18][19]
- Zabryna Guevara como Sheila Rivera: La directora de campaña de Fisk para la alcaldía.[20]
- Nikki M. James como Kirsten McDuffie: Una ex fiscal asistente de distrito de Nueva York, y la nueva socia legal de Murdock en el bufete de abogados Murdock & McDuffie.[17][21]
- Genneya Walton como BB Urich:[15]: 12  Una periodista de The BB Report y sobrina de Ben Urich, quien fue asesinado por Fisk en Daredevil.[22]
- Arty Froushan como Buck Cashman: La mano derecha de Fisk[20]
- Clark Johnson como Cherry:
Un oficial retirado del Departamento de Policía de Nueva York (NYPD) que trabaja como investigador en Murdock & McDuffie.[21] Johnson modeló a Cherry a partir del personaje de Roy Scheider, Buddy "Cloudy" Russo, en la película, The French Connection (1971).[15]: 5
- Michael Gandolfini como Daniel Blake: El protegido de Fisk y miembro de su campaña para la alcaldía.[13]: 30 [20]
- Ayelet Zurer como Vanessa Fisk:
La esposa de Wilson, quien se hizo cargo de su imperio criminal mientras él estaba ausente, lo que generó tensión entre la pareja.[23][21] Sandrine Holt fue elegida originalmente para el papel de la serie antes de que Zurer, quien interpretó a Vanessa en Daredevil, regresara después de la revisión creativa de Born Again.[24][25]
- Kamar de los Reyes como Hector Ayala / White Tiger: Un justiciero cuyos poderes mejorados provienen de un amuleto místico.[26][27]
- Jon Bernthal como Frank Castle / Punisher: Un justiciero que, tras el brutal asesinato de su familia, pretende luchar contra el submundo criminal por todos los medios necesarios, sin importar cuán letales sean los resultados.[28][29][15]
- Mohan Kapur como Yusuf Khan: Un ciudadano pakistaní-estadounidense de Jersey City que trabaja como subgerente de banco en New York Mutual y es el padre del superhéroe Kamala Khan / Ms. Marvel[30][31]
- Tony Dalton como Jack Duquesne / Espadachín: Un socialité adinerado que es una justiciero que empuña una espada.[32][33]
- Krysten Ritter como Jessica Jones: Una exsuperhéroina que sufre de TEPT y dirige su propia agencia de detectives, se convierte en la aliada de Murdock en la resistencia. Posee una fuerza sobrehumana y habilidades de vuelo limitadas.[5]

## Episodios
| Temporada | Temporada | Episodios | Episodios | Emisión original   | Emisión original    |
| Temporada | Temporada | Episodios | Episodios | Primera emisión    | Última emisión      |
| --------- | --------- | --------- | --------- | ------------------ | ------------------- |
|           | 1         | 9         | 9         | 4 de marzo de 2025 | 15 de abril de 2025 |
|           | 2         | 8         | 8         | marzo de 2026      | —                   |

### Temporada 1 (2025)
| N.º en serie | N.º en temp. | Título                   | Dirigido por                   | Escrito por                        | Fecha de lanzamiento original |
| ------------ | ------------ | ------------------------ | ------------------------------ | ---------------------------------- | ----------------------------- |
| 1            | 1            | «Heaven's Half Hour»     | Justin Benson y Aaron Moorhead | Dario Scardapane                   | 4 de marzo de 2025            |
| 2            | 2            | «Optics»                 | Michael Cuesta                 | Matt Corman & Chris Ord            | 4 de marzo de 2025            |
| 3            | 3            | «The Hollow of His Hand» | Michael Cuesta                 | Jill Blankenship                   | 11 de marzo de 2025           |
| 4            | 4            | «Sic Semper Systema»     | Jeffrey Nachmanoff             | David Feige y Jesse Wigutow        | 18 de marzo de 2025           |
| 5            | 5            | «With Interest»          | Jeffrey Nachmanoff             | Grainne Godfree                    | 25 de marzo de 2025           |
| 6            | 6            | «Excessive Force»        | David Boyd                     | Thomas Wong                        | 25 de marzo de 2025           |
| 7            | 7            | «Art for Art's Sake»     | David Boyd                     | Jill Blankenship                   | 1 de abril de 2025            |
| 8            | 8            | «Isle of Joy»            | Justin Benson y Aaron Moorhead | Jesse Wigutow y Dario Scardapane   | 8 de abril de 2025            |
| 9            | 9            | «Straight to Hell»       | Justin Benson y Aaron Moorhead | Heather Bellson & Dario Scardapane | 15 de abril de 2025           |

### Temporada 2
La segunda temporada fue confirmada en agosto de 2024. Constará de ocho episodios. Scardapane regresó como showrunner, con Benson y Moorhead regresando como directores. El rodaje se llevará a cabo desde fines de febrero hasta julio de 2025. La temporada está programada para estrenarse a principios o mediados de 2026.

## Producción

### Antecedentes
La serie de televisión, Daredevil, basado en el personaje de Marvel Comics, Daredevil y producida por Marvel Television y ABC Studios, estrenada en Netflix en abril de 2015, y duró tres temporadas hasta su cancelación en noviembre de 2018. Netflix dijo que las tres temporadas permanecerían en el servicio, mientras que el personaje "viviría en proyectos futuros para Marvel". Deadline Hollywood señaló que, a diferencia de algunas de las otras series de Marvel en Netflix que también fueron canceladas, "la puerta parece estar abierta de par en par" para que la serie continúe en otro lugar, posiblemente en el servicio de streaming de Disney, Disney+. Sin embargo, The Hollywood Reporter pensó que esto era poco probable, especialmente porque, como informó Variety, el acuerdo original entre Marvel y Netflix estipulaba que los personajes no podían aparecer en ninguna serie o película que no fuera de Netflix durante al menos dos años después de la cancelación de Daredevil. Kevin A. Mayer, presidente de Walt Disney Direct-to-Consumer and International, dijo que existía la posibilidad de que Disney+ pudiera revivir la serie pero esto aún no se había discutido. El vicepresidente sénior de originales de Hulu, Craig Erwich, dijo que su servicio de streaming también estaba abierto a revivir la serie.
El protagonista, Charlie Cox se entristeció por la cancelación y explicó que estaba emocionado por los planes para una cuarta temporada que él y el resto del elenco y el equipo esperaban que se hiciera. Tenía la esperanza de que habría una oportunidad de interpretar a Matt Murdock / Daredevil nuevamente de alguna forma. Amy Rutberg, quien interpretó a Marci Stahl en la serie, dijo que el elenco y el equipo esperaban que durara cinco temporadas, con un nuevo antagonista introducido en la cuarta temporada antes de un enfrentamiento final entre Daredevil y el Wilson Fisk / Kingpin de Vincent D'Onofrio en la quinta. Cuando Marvel Studios comenzó a discutir la continuidad de la franquicia Daredevil dentro de su universo compartido, el Universo cinematográfico de Marvel (MCU), el presidente del estudio, Kevin Feige insistió en que trajeran de vuelta a Cox y D'Onofrio, ya que sentían que la pareja estaba tan "inextricablemente vinculada" a sus personajes como los actores del MCU, Robert Downey Jr. y Chris Evans eran para Tony Stark / Iron Man y Steve Rogers / Capitán América, respectivamente. Feige se puso en contacto con Cox en junio de 2020 para retomar su papel de Murdock en el MCU, y anunció que Cox volvería para futuros proyectos de Marvel Studios en diciembre  de 2021. Cox repitió su papel por primera vez en la película Spider-Man: No Way Home (2021), mientras que D'Onofrio repitió por primera vez su papel de Fisk en la serie de Disney+, Hawkeye (2021). Daredevil se trasladó de Netflix a Disney+ en marzo de 2022 después de que la licencia de Netflix para la serie terminó y Disney recuperara los derechos.

### Desarrollo

#### Trabajo inicial
Marvel Studios decidió hacer una nueva serie protagonizada por Daredevil en enero de 2022,: 24  tras las apariciones de Cox y D'Onofrio en No Way Home y Hawkeye, respectivamente. Cox habló de una serie de este tipo en marzo, creyendo que debería comenzar unos años después del final de la serie anterior y ser "reinventada". En cuanto a si debería ser clasificada TV-MA como la serie de Netflix, afirmando que creía que Marvel Studios podría crear una versión fiel del personaje sin esa calificación. Sin embargo, él personalmente encontró los cómics "más emocionantes, legibles, identificables cuando viven en un espacio más oscuro" como los cómics de Brian Michael Bendis y Alex Maleev de los 2000, y sintió que los atributos importantes del personaje como su edad, la culpa cristiana y la historia con las mujeres eran temas más maduros. Cox tenía la esperanza de que una nueva serie pudiera tener una adaptación más fiel adaptación de la trama del cómic de 1986, «Born Again», por Frank Miller y David Mazzucchelli, que la serie original que se inspiró en esa historia para su tercera temporada. Describió la historia como "una especie de cómic para menores de edad" y una guía sobre cómo la serie podría funcionar con esa clasificación.
Más tarde, en marzo, se informó que una serie de reinicio de Daredevil estaba en desarrollo con Feige, y el ejecutivo del grupo de producción y desarrollo de Marvel Studios, Chris Gary como productores. Se confirmó que la serie estaba en desarrollo para Disney+ a fines de mayo, con Matt Corman y Chris Ord adjuntos como guionistas principales y productores ejecutivos. The Hollywood Reporter y Deadline Hollywood lo describieron como una cuarta temporada de la serie original. Durante la Convención Internacional de Cómics de San Diego de en julio de 2022, la serie se anunció oficialmente como Daredevil: Born Again y se reveló que contaría con 18 episodios para su primera temporada. Cox dijo que una serie de 18 episodios era un "gran compromiso" y fue elegido en parte debido a las muchas posibilidades de historias que vienen con el hecho de que Murdock sea abogado. Christian Holub en Entertainment Weekly creyó en el título era una referencia al personaje "literalmente 'naciendo de nuevo' en el MCU oficial" en lugar de que la serie sea una adaptación de la historia de «Born Again». Cox describió Born Again como "algo completamente nuevo" y no como una cuarta temporada de la serie de Netflix, que en su opinión era "el camino a seguir. Si vas a hacerlo de nuevo, hazlo de manera diferente". D'Onofrio reiteró esto, diciendo que tenían pocos planes para conectarse con el original. Agregó que estaban trabajando en dos temporadas y que habría "enormes recompensas" durante la segunda.
Se contrataron directores para bloques de episodios: Michael Cuesta se unió en marzo de 2023 para dirigir los dos primeros episodios;: 17–18  Jeffrey Nachmanoff se unió en mayo para dirigir el tercer y cuarto episodio;: 2:14–2:24  David Boyd dirigió el quinto y sexto episodio;: 17–18  y Clark Johnson, director de la serie de Marvel y Netflix, Luke Cage (2016–2018), también se unió en mayo para dirigir otros dos episodios.

#### Revisión creativa
A fines de septiembre de 2023, mientras la producción estaba suspendida debido a las disputas laborales de Hollywood en 2023, Marvel Studios decidió revisar la serie con una nueva dirección creativa. Para entonces, la filmación de seis episodios estaba prácticamente terminada. Marvel Studios había revisado ese metraje y decidió que Born Again "no estaba funcionando". Corman y Ord fueron despedidos como escritores principales, al igual que los directores del resto de la serie, y el estudio comenzó a buscar nuevos escritores y directores. The Hollywood Reporter informó que la versión episódica de Corman y Ord era una gran divergencia con la serie de Netflix, incluido el hecho de que Cox no apareció disfrazado de Daredevil hasta el cuarto episodio. Marvel planeaba conservar algunos elementos que se había filmado, agregar nuevos elementos serializados y acercarse al tono de la serie de Netflix. Se esperaba que Corman y Ord siguieran acreditados como productores ejecutivos. Cox y D'Onofrio no estaban convencidos de que el enfoque original estuviera funcionando, y expresaron sus preocupaciones sobre el proyecto a Marvel Studios. D'Onofrio dijo que fue Feige en particular quien los escuchó. Cox sintió que la opinión inicial era "confusa", ya que no se comprometía a ser similar a la serie de Netflix o un reinicio completo. El jefe de streaming, televisión y animación de Marvel Studios, Brad Winderbaum explicó que Marvel Studios creía que podían "jugar con la historia de Daredevil y cuánto se podía definir en Born Again, admitiendo que quedó claro cuando revisaron el metraje grabado que necesitaban elegir entre adoptar por completo la historia de Netflix o comenzar de nuevo. D'Onofrio dijo que fue Feige en particular quien lo escuchó a él y a Cox cuando ambos expresaron sus preocupaciones sobre el proyecto.
Dario Scardapane, escritor en la serie derivada de Daredevil de Netflix, The Punisher (2017–2019), fue contratado para servir como showrunner para Born Again en octubre de 2023. Esto se produjo después de que Marvel cambiara su enfoque de producción televisiva para tener showrunners más tradicionales en lugar de guionistas principales. El dúo cinematográfico Justin Benson y Aaron Moorhead, que trabajó anteriormente la serie de Marvel Studios, Moon Knight (2022) y la segunda temporada de Loki (2023), fueron contratados para dirigir los episodios restantes de la primera temporada. Poco después de que Scardapane se uniera, el equipo creativo decidieron que Born Again debería recordar el tono de la serie de Netflix y continuar las historias a partir de él, en lugar de ser un reinicio completo. Cox dijo que había un "equilibrio delicado que lograr" con este enfoque, pero pensó que la nueva dirección creativa tenía una buena razón para "rehacerla" sin dejar de ser familiar con lo que vino antes. En noviembre de 2023, Benson y Moorhead dijeron que estaban revisando el metraje existente y buscando contenido anterior de Daredevil, incluida la serie de Netflix, para informar a la fundación su dirección. Dijeron que eran fanáticos del cómic, «Born Again» de Miller, y Benson dijo que era fanático de Daredevil cuando era niño a pesar de no ser "un gran tipo de cómics". El dúo dijo que este fue su primer proyecto del MCU en el que pudieron encontrar su equilibrio desde el principio después de haber sido "arrojados al agua" con Moon Knight y Loki. También se sintieron más cómodos trabajando con el estilo más realista de Born Again, que es similar a sus películas independientes, en comparación con los "asuntos de ciencia ficción alucinantes" de esos proyectos anteriores del MCU. Moorhead describió los riesgos de Born Again como "primitivos y comprensibles". D'Onofrio dijo que los directores eran el "talento más destacado" de Marvel, y que confiaba en que la serie funcionaría después de que se unieran. Su amigo y coprotagonista de Moon Knight, Ethan Hawke, le contó a D'Onofrio sobre su experiencia positiva trabajando con el dúo, y D'Onofrio también era fanático de su trabajo en Loki, particularmente de cómo manejaron la violencia.
Se escribieron tres nuevos episodios, incluido un nuevo episodio piloto, así como escenas adicionales para los episodios filmados anteriormente. Cox confirmó en mayo de 2024 que se habían filmado nueve episodios, que Feige dijo que era la primera temporada de Born Again. En agosto, Cuesta, Nachmanoff y Boyd fueron reconfirmados como directores acreditados de la serie en agosto de 2024. Algunos de sus episodios tuvieron "algunos ajustes, un [nuevo] encuadre y sujetalibros" añadidos, mientras que otros se dejaron "100% intactos". Nachmanoff y Boyd regresaron para filmar nuevas tomas de los episodios existentes y ayudaron a combinar el estilo de los episodios originales con el nuevo material de Benson y Moorhead.: 4:44–4:54, 14:50–15:03  Cox dijo que la nueva versión de la serie estaba más en línea con la serie de Netflix, mientras que D'Onofrio dijo que él y otros que trabajaron en la versión anterior estaban satisfechos con la nueva iteración.
También en agosto de 2024, Feige anunció que se planeaba una segunda temporada; con la revisión creativa, se decidió que la temporada planificada de 18 episodios se dividiría en dos temporadas de nueve episodios. En febrero de 2025, se confirmó que Scardapane, Benson y Moorhead regresarían para la segunda temporada, y Scardapane describió su producción como una "máquina mejor engrasada". Dijo que la segunda temporada solo constaría de ocho episodios. Los productores ejecutivos incluyen a Feige, Louis D'Esposito, Winderbaum y Sana Amanat de Marvel Studios, junto con Scardapane, Benson y Moorhead. Los productores ejecutivos adicionales para la primera temporada incluyen a Gary de Marvel Studios, así como Corman y Ord. Scardapane, Corman y Ord están acreditados como los creadores de la serie. La serie se estrena bajo el sello, «Marvel Television» de Marvel Studios.
Winderbaum dijo que la serie podría continuar más allá de la segunda temporada, y Marvel Studios estaba abierto a traer de vuelta más elementos de la serie de Netflix como Elektra Natchios, La Mano y los otros miembros del equipo, Los Defensores.

### Guion
La versión inicial de la serie fue descrita como una procedimental legal. Cox dijo que era oscura pero no tan sangrienta como la serie de Netflix. Él quería tomar lo que funcionó de Daredevil y ampliarlo para Born Again para atraer a una audiencia más joven. Feige dijo que el estudio esperaba experimentar con episodios más episódicos, "autónomos", a diferencia de algunas de sus series de la Fase Cuatro que tenía una historia más amplia dividida en varios episodios. Según Cox, las primeras discusiones para la serie fueron sobre "reinventar todo" y retratar a Murdock como una persona diferente de la que se ve en la serie de Netflix. Los amigos de Murdock, Foggy Nelson y Karen Page no fueron reconocidos en gran medida en la versión original. Amanat dijo que el equipo creativo tuvo dificultades para incorporarlos a la historia, pero Cox dijo que hubo discusiones para hacer algunas "cosas interesantes" con ellos en el futuro.
Tras la revisión creativa de la serie, se agregaron elementos serializados. Scardapane dijo que varios elementos de la versión original funcionaron bien, pero sintió que había historias que debían agregarse junto con el contexto de la serie de Netflix. Su piloto actúa como un puente entre la serie de Netflix y Born Again, comenzando unos años después del final de Daredevil con Murdock, Nelson y Page dirigiendo su bufete de abogados y teniendo un "ritmo bastante bueno" juntos. Winderbaum dijo que el enfoque de Marvel Studios para conectar Born Again con la serie de Netflix después de la revisión creativa estuvo influenciado por cómo Loki y la serie animada, X-Men '97 (2024–presente) honraron iteraciones anteriores de sus personajes para establecer nuevas historias. El elenco dijo que los eventos de la serie de Netflix fueron parte de la historia de sus personajes y hay algunas nuevas historias que se basan en los eventos de la original, pero no querían detenerse demasiado en eventos pasados o alienar a los nuevos espectadores que no vieron la serie de Netflix. Cox elogió el equilibrio de Scardapane entre respetar la serie de Netflix y no depender demasiado de esa historia. El coprotagonista, Jon Bernthal dijo que cualquier gran desviación de los personajes del pasado se hizo por una razón, no simplemente por el bien de probar una idea diferente. Algunas de las primeras ideas de Scardapane para la serie fueron rechazadas debido a los planes más amplios de Marvel Studios para el MCU, pero por lo demás tenía "margen de maniobra" para contar una historia específica de Daredevil. Las apariciones del personaje en Daredevil, No Way Home y la serie de Disney+, She-Hulk: Attorney at Law (2022) son parte de su historia, pero la serie no se apoya en todos esos eventos. Scardapane dijo que Marvel había "movido a Matt a través de otros rincones del MCU, y ahora está de regreso en su propia historia", que tiene un tono más serio.
Al describir algunas de las diferencias entre Born Again y la serie de Netflix, Scardapane dijo que la nueva serie tendrá más momentos divertidos entre los personajes y "mucho menos introspección" que la serie original. Consideró que la serie había estado en su peor momento cuando presentaba "dos personajes en una habitación hablando sobre lo que es un héroe" y estaba más interesado en mostrar a los personajes haciendo cosas. Scardapane describió a Born Again como una "historia de crimen de Nueva York", en comparación con el tono noir de la serie original, inspirándose en la serie, Los Soprano (1999–2007), la película, El rey de Nueva York (1990) y otros medios policiales de la década de 1990. Winderbaum comparó a Born Again con la serie de televisión, Game of Thrones (2011–2019) porque presenta "múltiples facciones [en la ciudad de Nueva York] compitiendo por el poder de formas realmente complejas". Otra diferencia con Daredevil es el ritmo de los episodios, ya que Scardapane explicó que había un edicto para que la serie de Marvel y Netflix presentara escenas de personajes más largas entre sus secuencias de acción. Esto no era un requisito para Born Again, lo que permitió al equipo creativo darle un ritmo y un alcance que la serie de Netflix no pudo. D'Onofrio dijo que Born Again tendría un tono y una sensación similares a Echo, y Scardapane dijo que sería más oscura que Daredevil, que sintió que solo tenía "algunos elementos oscuros". Dentro del UCM, la primera temporada transcurre después de Echo. El primer episodio comienza a finales de 2025, antes de avanzar un año hasta finales de 2026. La temporada continúa hasta principios de 2027, y muestra las celebraciones de Víspera de Año Nuevo y el Día de San Patricio.
A pesar de usar el subtítulo Born Again, la serie no adapta directamente esa historia ni otras de los cómics. Tampoco incorpora ninguno de los materiales planeados para la cuarta temporada de Daredevil.: 24  Al comienzo de Born Again, Murdock no ha sido Daredevil durante un año después de que "se cruzó una línea", cuando Benjamin "Dex" Poindexter / Bullseye mata a Nelson y Murdock intenta matar a Dex a cambio. Amanat creía que matar a Nelson, quien es la brújula moral de Murdock, era "lo único que tenía sentido" al contar la historia de Murdock comenzando una nueva vida sin ser Daredevil. Cox consideró que la muerte de Nelson era una forma apropiada de comenzar la serie, creyendo que la nueva historia debía ser "grande, valiente y audaz" y "cambiar las cosas" con respecto a la original. La serie ve a Fisk siendo elegido alcalde de la ciudad de Nueva York, después de enterarse de la necesidad de un candidato fuerte en la escena poscréditos de Echo. esto sigue una historia de finales de la década de 2010 de los cómics en la que Fisk se convierte en alcalde que se construye hasta el evento de cómics, Devil's Reign (2021–2022). Scardapane dijo que la serie era una "serie de dos personajes", que exploraba tanto a Murdock como a Fisk.: 4  Aunque Fisk es el "villano principal", la serie presenta otros antagonistas que, según Scardapane, se irán "acumulando" a medida que avance la historia. Entre ellos se encuentra el asesino en serie Muse, cuya trama continúa en la segunda temporada.

### Casting
En la primera temporada aparecen Charlie Cox como Matt Murdock / Daredevil, Vincent D'Onofrio como Wilson Fisk / Kingpin, Margarita Levieva como Heather Glenn, Deborah Ann Woll como Karen Page, Elden Henson como Foggy Nelson, Wilson Bethel como Benjamin "Dex" Poindexter / Bullseye, Zabryna Guevara como Sheila Rivera,: 12  Nikki M. James como Kirsten McDuffie,: 5  Genneya Walton como BB Urich, Arty Froushan como Buck Cashman,: 12  Clark Johnson como Cherry,: 5  Michael Gandolfini como Daniel Blake, Ayelet Zurer como Vanessa Marianna-Fisk, Kamar de los Reyes como Hector Ayala / White Tiger, y Jon Bernthal como Frank Castle / Punisher, Mohan Kapur como Yusuf Khan, y Tony Dalton como Jack Duquesne / Espadachín. Antes de la revisión creativa, no se esperaba que los miembros del elenco de la serie de Netflix, además de Cox, D'Onofrio y Bernthal, repitieran sus papeles, y Sandrine Holt fue elegida para reemplazar a Zurer como Vanessa. Zurer regresó después de la revisión, junto con Woll, Henson y Bethel.
Regresan para la segunda temporada Cox, D'Onofrio, Levieva, Woll, Henson, Bethel, James, Walton, Johnson, Gandolfini, y Zurer.

### Diseño
Emily Gunshor se desempeñó como diseñadora de vestuario para la serie, y Michael Shaw como diseñador de producción. El jefe de desarrollo visual de Marvel Studios, Ryan Meinerding, volvió a diseñar el traje de Daredevil para Born Again, después de hacerlo para la serie de Netflix. El traje en Born Again es rojo con detalles negros y fue descrito como menos "brillante" que el traje de la serie de Netflix.

### Rodaje
El rodaje de la primera temporada se llevó a cabo en los Silvercup Studios East en Queens, con trabajos de locación en todo Nueva York. Hillary Fyfe Spera y Pedro Gómez Millán fueron los directores de fotografía. La producción de la primera temporada se detuvo por la huelga del Sindicato de Guionistas de Estados Unidos de 2023.

### Efectos visuales
Gong Myung Lee es el supervisor de efectos visuales de la serie, y los efectos visuales de la primera temporada fueron proporcionados por Rise FX, FOLKS, Phosphene, Powerhouse VFX, Ghost VFX, Soho VFX, Cantina Creative, Anibrain, Base FX, SDFX, y The Third Floor, Inc.

### Música
En julio de 2024, se reveló que the Newton Brothers estaban componiendo música para la serie. Anteriormente compusieron la banda sonora de X-Men '97. El dúp expresó su amor por los cómics de Daredevil y por el tema principal de la serie original, Daredevil; el cual se reusó brevemente para las apariciones de Daredevil en She-Hulk y la serie animada de Disney+, Tu amigo y vecino Spider-Man. El tema principal de The Newton Brothers para Born Again incorpora el tema de Daredevil, compuesto originalmente por John Paesano y Braden Kimball. Fue lanzado como sencillo digital por Hollywood Records y Marvel Music, el 4 de marzo de 2025. La banda sonora de la primera temporada fue lanzada digitalmente por Hollywood Records y Marvel Music en dos volúmenes: la música de los primeros cuatro episodios se lanzó el 28 de marzo de 2025, con un segundo volumen para los últimos cinco episodios lanzado el 18 de abril.

## Estreno
Daredevil: Born Again se estrenó el 4 de marzo de 2025, con sus dos primeros episodios. La primera temporada consiste de nueve episodios. En España, se estrenó el miércoles 5 de marzo, a las 3:00 a.m. (CET). La temporada forma parte de la Fase Cinco del UCM, y se estrenó bajo el sello, «Marvel Television» de Marvel Studios.
La segunda temporada está programada para estrenarse en marzo de 2026, y constará de ocho episodios. Será parte de la Fase Seis del UCM. Winderbaum esperaba que las temporadas futuras pudieran estrenarse anualmente.

## Recepción

### Audiencia
El estreno de dos episodios recibió 7,5 millones de visualizaciones en Disney+ en sus primeros cinco días, según Disney. La compañía define una visualización como el tiempo total de transmisión dividido entre la duración. Este fue el mayor debut en Disney+ en 2025 hasta ese momento, y se comparó con el debut de dos episodios de la serie de Disney+ del MCU, Agatha All Along (2024), que tuvo 9,3 millones de visualizaciones en sus primeros siete días de transmisión.

### Respuesta crítica
| Temporada | Temporada | Rotten Tomatoes   | Metacritic      |
| --------- | --------- | ----------------- | --------------- |
|           | 1         | 87% (211 reseñas) | 69 (30 reseñas) |

Para la primera temporada, el sitio web agregador de reseñas, Rotten Tomatoes reportó un índice de aprobación del 87% con una calificación promedio de 7.75/10, según 211 reseñas. El consenso de los críticos del sitio dice: "Resucitando al Daredevil de Charlie Cox con sus virtudes intactas—es decir, Vincent D'Onofrio como su aterrador adversario—Born Again es una saga criminal ambiciosa y a veces desgarbada que marca un cambio de tono maduro para el MCU." Metacritic, que utiliza un promedio ponderado, le asigna una puntuación de 69 sobre 100 basada en 27 críticos, lo que indica críticas "generalmente favorables". En general, la crítica consideró que la temporada superó las expectativas y destacó la narrativa y las actuaciones, centradas en los personajes, en particular las de Cox y D'Onofrio. Algunos dudaron si era mejor o peor que la serie original, Daredevil, que recibió críticas más positivas según Rotten Tomatoes.

## Especial de televisión
En febrero de 2025, se reveló que Bernthal repetiría su papel de Frank Castle / Punisher en un especial de televisión sin título, parte del sello, «Marvel Studios Special Presentations». Se esperaba que Reinaldo Marcus Green dirigiese el especial y los coescribiese el especial con Bernthal. El especial fue concebido durante el rodaje de la primera temporada de Born Again, y se estrenará en Disney+ en 2026 junto con la segunda temporada de la serie.